# La Plaine (Genebra)
La Plaine (em francês:  A Planície) é uma aldeia da comuna suíça de Dardagny no cantão de Genebra, Suíça.
Situado na margem direita do Rio Ródano, a aldeia, assim como grande parte do campo no genebrino, é dedicado á vinha. Está ligado a Genebra pela rede RER franco-valdo-genebrino e á França pela gare francesa vizinha de Bellegarde-sur-Valserine. 
Com o sistema Unireso tanto se pode utilizar o RER como as carreiras de autocarro dos Transportes públicos de Genebra (TPG).

## Imagens

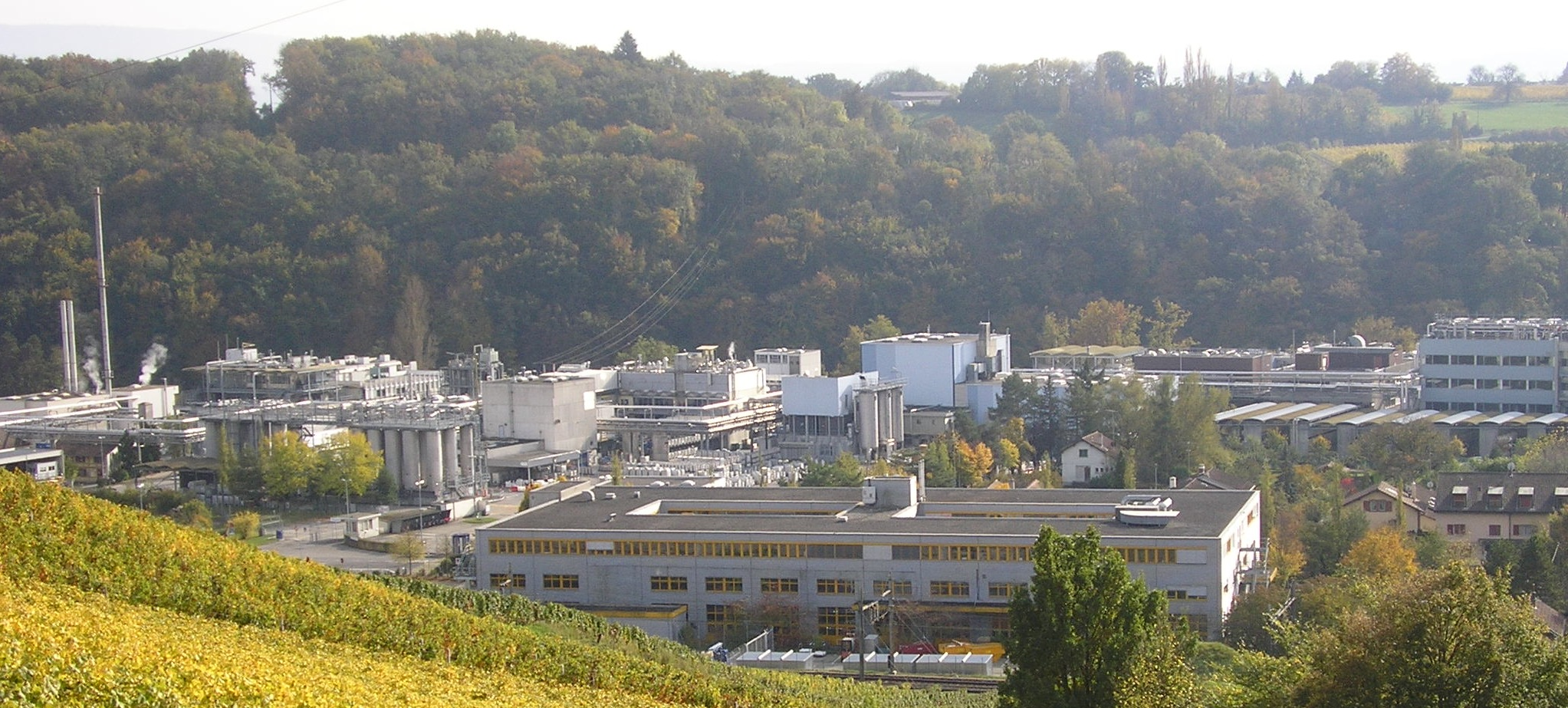
Fabrica Firmenich
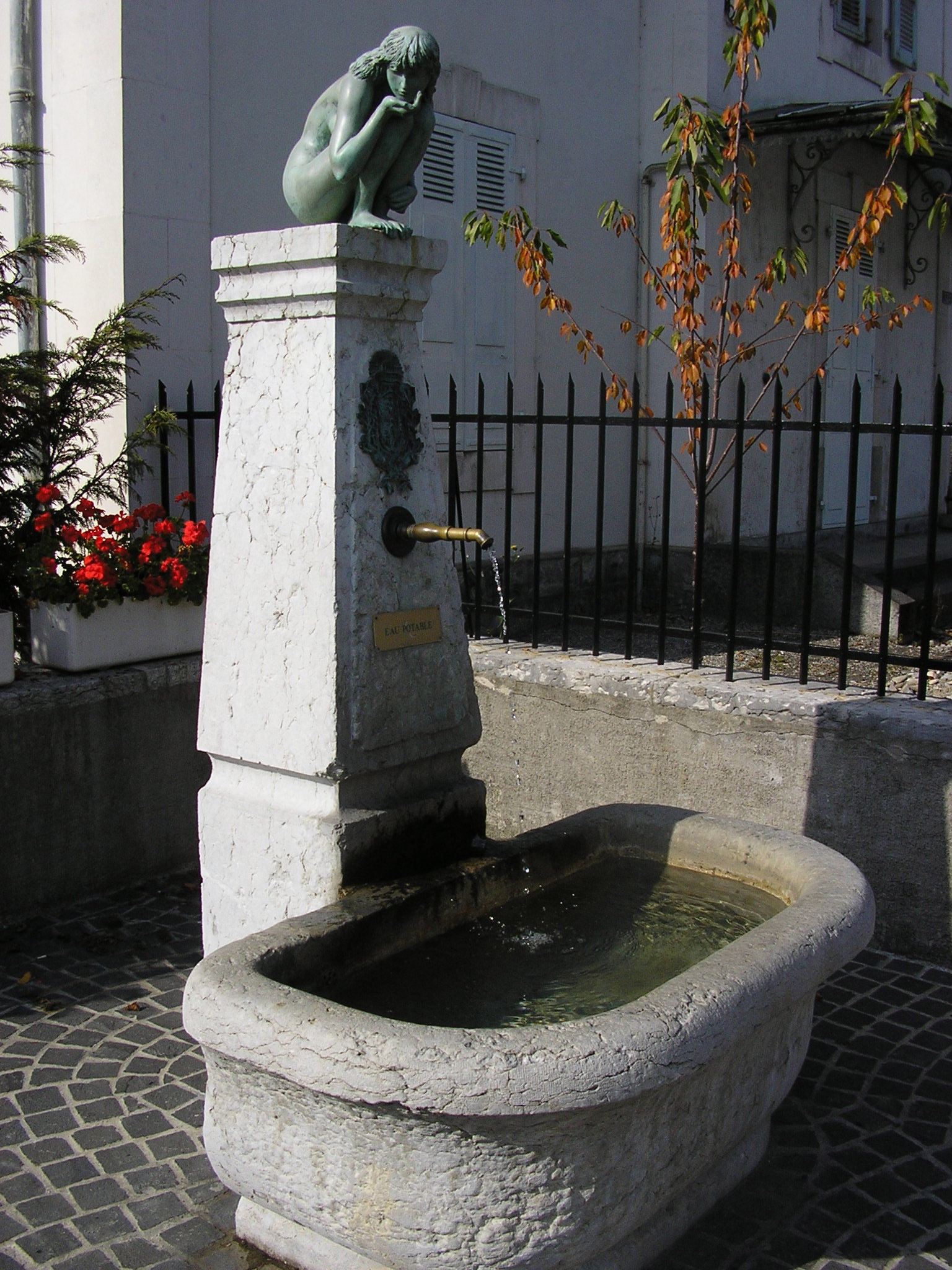
Fonte com Manon de Otto Bindschedler